# Équipe cycliste Gazzola
Gazzola est une équipe cycliste professionnelle italienne créée en 1960 et disparue à l'issue de la saison 1964. Elle portait le nom de Gazzola-Fiorelli en 1960 et 1961 et de Gazzola-Fiorelli-Hutchinson en 1962.